# Xiaomi Mi Smart Band 6
Xiaomi Mi Smart Band 6 (також відомий Xiaomi Mi Band 6) — Фітнес-трекер, смарт-браслет від китайського виробника Xiaomi . Прем'єра в Китаї відбулася 29 березня 2021 року. Браслет доступний з 2 квітня 2021 року в Китаї  . Він оснащений 1,56-дюймовим ємнісним дисплеєм AMOLED з роздільною здатністю 152 × 486 пікселів, монітор пульсу 24/7 і датчик S p02. Він також має варіант NFC  .

## Технічні параметри
- Дисплей: 1,56 дюйма; AMOLED; сенсорний екран
- Глибина кольору : 16 біт
- Яскравість дисплея: 450 ніт
- Роздільна здатність: 152x486 пікселів (безрамковий)
- Кнопки: кнопка в один дотик (пробудження, повернення)
- Підключення: Bluetooth v5.0 BLE; NFC (на XMSH11HM)
- Вага: 11,9 г (XMSH10HM) або 12,1 г (версія NFC - XMSH11HM)
- Оперативна пам'ять: 512 КБ
- ПЗУ: 16 Мб
- Акумулятор: LiPo, 125 мА·год (до 14 днів роботи)
- Датчики: 3-сторонній акселерометр, 3-сторонній гіроскоп, пульсометр SpO2, імуннаБезконтактний датчик, водонепроникність: від 50 метрів до 30 хвилин у прісній воді, 5 атмосфер
- Сумісність: Працює з Android 5.0 (або новішої версії) та iOS (iPhone)
- GPS: немає
- Сумісність із силіконовим чохлом попереднього покоління (Mi Band 5)

## Дивись також
- Smartband
- Xiaomi Mi Band 5